# Magical Maestro
Magical Maestro é um curta-metragem de animação de 1952, dirigido por Tex Avery e produzido por Fred Quimby para o estúdio Metro-Goldwyn-Mayer. Em 1993, foi selecionado para preservação no National Film Registry pela Biblioteca do Congresso como sendo "cultural, historicamente ou esteticamente significativo".

## Elenco
- Daws Butler ... Mysto, o mágico / Poochini (voz) (sem créditos)
- The Mary Kaye Trio ... Vocalistas (sem créditos)
- Carlos Ramírez	... cantor de Opera (voz) (sem créditos)